# SUMF2
SUMF2 (англ. Sulfatase modifying factor 2) – білок, який кодується однойменним геном, розташованим у людей на короткому плечі 7-ї хромосоми. Довжина поліпептидного ланцюга білка становить 301 амінокислот, а молекулярна маса — 33 843.
| 10         |  | 20         |  | 30         |  | 40         |  | 50         |
| ---------- |  | ---------- |  | ---------- |  | ---------- |  | ---------- |
| MARHGLPLLP |  | LLSLLVGAWL |  | KLGNGQATSM |  | VQLQGGRFLM |  | GTNSPDSRDG |
| DGPVREATVK |  | PFAIDIFPVT |  | NKDFRDFVRE |  | KKYRTEAEMF |  | GWSFVFEDFV |
| SDELRNKATQ |  | PMKSVLWWLP |  | VEKAFWRQPA |  | GPGSGIRERL |  | EHPVLHVSWN |
| DARAYCAWRG |  | KRLPTEEEWE |  | FAARGGLKGQ |  | VYPWGNWFQP |  | NRTNLWQGKF |
| PKGDKAEDGF |  | HGVSPVNAFP |  | AQNNYGLYDL |  | LGNVWEWTAS |  | PYQAAEQDMR |
| VLRGASWIDT |  | ADGSANHRAR |  | VTTRMGNTPD |  | SASDNLGFRC |  | AADAGRPPGE |
| L          |  |            |  |            |  |            |  |            |

A: Аланін

C: Цистеїн

D: Аспарагінова кислота

E: Глутамінова кислота

F: Фенілаланін

G: Гліцин

H: Гістидин

I: Ізолейцин

K: Лізин

L: Лейцин

M: Метіонін

N: Аспарагін

P: Пролін

Q: Глутамін

R: Аргінін

S: Серин

T: Треонін

V: Валін

W: Триптофан

Задіяний у такому біологічному процесі, як альтернативний сплайсинг. 
Білок має сайт для зв'язування з іонами металів, іоном кальцію. 
Локалізований у ендоплазматичному ретикулумі.